# Instituto Superior de Engenharia do Porto
L'Instituto Superior de Engenharia do Porto est une école d'ingénieurs généralistes portugaise créée à Porto en 1852, anciennement nommée Escola Industrial do Porto (1852-1864) puis Instituto Industrial do Porto (1864-1974).